# Самчик Дар'я Олександрівна
Да́р'я Олекса́ндрівна Самчик — українська борчиня змішаних бойових мистецтв.

## З життєпису
У віці 12 років дядько, який колись займався боксом, показав Дар'ї боксерські рукавички та приохотив займатися. Два роки займалася без участі у змаганнях, по тому була трирічна перерва — зустріла майбутнього чоловіка, народила дитину. Займатися почала у віці 21 року, після народження повернулася в змішані єдиноборства, представляє спортивний клуб «Андеграунд». Проживає у Житомирі.
В листопаді 2018 року на світовій першості у Бахрейні стала переможницею у ваговій категорії 52 кг, у фінальній сутичці перемогла шведку Ніну Бек (Nina Back). Дарина стала першою українською чемпіонкою світу по ММА (mixed martial arts, змішані бойові мистецтва).
У листопаді 2019 року на світовій першості в Бахрейні виборола третє місце у ваговій категорії до 52,2 кг.